# Протесты в Польше (1976)
Протесты 1976 года в Польше — волна забастовок и протестных действий, произошедших в конце июня 1976 в ПНР. Были спровоцированы объявлением правительством Петра Ярошевича резкого повышения цен на некоторые товары широкого потребления.

## Причины
Уже во время VII съезда ПОРП в декабре 1975 Эдвард Герек, отдавая себе отчет в тревожном состоянии экономики, вызванном чрезмерным потреблением кредитных средств, сказал:
(…) проблема структуры цен на основные товары требует (…) дальнейшего анализа (…)
Это было скрытым указанием на будущее повышение цен. Власти ПНР медлили с ним, потому что хотели подготовить обывателей к грядущим переменам и постепенно развернули в этом направлении деятельность пропагандистского аппарата. Последний должен был представить повышение цен как неизбежный шаг, вызванный главным образом ростом цен на мировых рынках. С начала июня 1976 в местной и национальной прессе появились материалы об уровне безработицы в Европе и Северной Америке, продовольственном кризисе и подорожанием продовольствия в мире. Временами появлялась также курьёзная информация – как, например, статья в Trybuna Ludu о том, что Исландия справляется с продовольственной проблемой благодаря введению рыбной диеты. После этого, наконец, ЦК ПОРП (KZ PZPR) принял окончательное решение о повышении цен.
Непосредственной причиной забастовок стало выступление премьер-министра Петра Ярошевича, переданное в прямом эфире радио и телевидения 24 июня 1976. В этом выступлении о повышениях говорилось не прямо, а косвенно, в соответствии с предшествующими рекомендациями ЦК. Повышение должно было достигнуть 70 %. В комментариях прессы к распечатанному выступлению повышения назывались «последовательной реализации декабрьской политики» или «продолжением прогрессивного развития, начатого в начале 70-х годов».
Объявленные повышения цен были вызваны тогдашним состоянием экономики, ухудшившимся вследствие многих факторов. Производительность труда была низкой, несмотря на усилия по её повышению. В то же время польское общество привыкло к росту уровня жизни, являвшемуся следствием роста зарплат при фиксированных ценах.

## Операция «Лето 76»
Коммунистические власти с самого начала готовились к возможным массовым выступлениям народа, недовольного драконовскими повышениями цен. Об этом свидетельствует создание учебно-тренировочного штаба «Лето 76» (Lato 76), во главе которого стал глава МВД и Службы безопасности Богуслав Стахура (Bogusław Stachura). Началось создание при управлениях гражданской милиции специальных следственных групп, основной целью которых было наблюдение за потенциальными организаторами беспорядков. Был введен ускоренный порядок рассмотрения соответствующих дел судебными органами страны, заранее приготовлены свободные места в камерах предварительного заключения.
23 июня 1976, в канун выступления Ярошевича, были приведены в боевую готовность воинские части МВД, и началась главная фаза операции «Лето 76».

## Общий ход событий
- 24 июня — передача в прямом эфире выступления Петра Ярошевича и объявление повышения цен. В Радоме воеводский комендант милиции полковник М. Мозгава заранее формирует следственную группу для преследования участников предстоящих протестов.
- 25 июня — содержание речи появляется в прессе. Начинают бастовать 97 предприятий, в том числе — в Радоме, Урсусе и Плоцке. Правительство ПНР скрывает от общественного мнения факты протестного взрыва, называя их «мелкими хулиганскими выходками». Несмотря на это, оно быстро отступило от исполнения обещаний о повышениях в страхе перед расширением протестов на всю страну и предложило «широкие общественные консультации на тему повышений цен и трудностей в снабжении». Параллельно этому было произведено быстрое и жестокое подавление забастовок, что не мешало их по-прежнему называть хулиганскими выходками. В Радоме было разграблено и разрушено более 100 магазинов. В Урсусе разобрали пути международной железнодорожной линии. Отделения милиции умышленно не были снабжены огнестрельным оружием: согласно предписаниям Герека, использование милиции против рабочих рассматривалось как крайность. В результате получилось так, что правительство медлило с введением в действие моторизованных частей милиции (ZOMO) в Радоме до момента, когда был подожжен воеводский комитет (обком) ПОРП и грабёж магазинов стал свершившимся фактом. С другой стороны, разгром комитета произошёл только после того, как протестующие узнали, что первый секретарь Януш Прокопяк, с которым велись переговоры, тайно покинул место событий под охраной милиции и госбезопасности.
- 26-30 июня — радомские события: расширение забастовок на все госпредприятия в Радоме в ответ на жесткое подавление и аресты организаторов первых забастовок. Местные власти объявили военное положение и временно закрывали все предприятия. В результате на улицы вышли взбунтовавшиеся толпы жителей города, всего несколько десятков тысяч человек, которые в частности совершили поджог здания воеводского комитета ПОРП. Город остался полностью усмирённым с помощью многочисленных отрядов моторизованной милиции при помощи слезоточивого газа и водных пушек. Масштаб арестов достиг значительных размеров. Арестованных подвергли пыткам — например, «тропинке здоровья» (ścieżka zdrowia), когда арестанта проводили через строй милиционеров, бивших его резиновыми дубинками или в отдельных случаях деревянными палками. Правительственными силами подавления непосредственно руководил заместитель главного коменданта гражданской милиции ПНР генерал бригады Станислав Зачковский.

Параллельно этому по всей стране набирала мощь официальная пропагандистская кампания, курируемая секретарём ЦК Ежи Лукашевичем, в ходе которой она упорно называла протестующее население города хулиганами и подстрекателями, организовавшимися «спонтанно» главным образом против действий «радомских смутьянов».
Согласно докладу, подготовленному МВД по поручению Политбюро, на территории 12 воеводств бастовало 112 предприятий, в забастовках приняло участие более 80 тысяч человек, в том числе 20 800 в Радоме и 14 200 в Урсусе.

## Дальнейшие события
- В Радоме, Урсусе и Плоцке: многочисленные аресты, увольнения с работы, «волчьи билеты» (неофициальные запреты на приём на работу) работников, подозреваемых в активном участии в забастовках и протестах. Размер материальных убытков в Радоме достиг 150 миллионов злотых;
- июль 1976 – введение продовольственных карточек на сахар;
- 18 августа 1976 – вероятно, после избиения в Службе безопасности (SB) – умер Роман Котляж, духовный лидер радомских рабочих;
- активизация оппозиционных настроений:
  - «Письмо 14-ти» (List 14) – официальный протест представителей юридического сообщества против усмирений беспорядков, произведенных с нарушением права (инициатор – Ян Ольшевский);
  - 23 сентября – основание Комитета защиты рабочих (KDR), который организовал юридическую помощь для арестованных рабочих и их семей, а впоследствии расширил свою деятельность: организовывал подпольные издательства, дискуссионные встречи, «Рабочий университет» и т.д. (инициаторы: Антоний Мацеревич, Яцек Куронь, Ян Юзеф Липский, с апреля 1977 – Адам Михник;
  - 25 марта 1977 – создание «Движения по защите прав человека и гражданина» (Ruch Obrony Praw Człowieka i Obywatela, ROPCiO);
- 1 августа 1977 – город Урсус вошел в Варшаву в качестве микрорайона в составе дзельницы Охота (Варшава).

Эдвард Герек сразу же после получения информации о жестоких расправах над протестующими потребовал прекращения использования «тропинок здоровья» и других подобных методов.
Правительство ПНР вскоре отступило от повышения цен, введя пропорциональные повышению компенсации зарплат, что подстегнуло инфляцию и ускорило наступление серьезных экономических проблем.
Эдвард Герек, после того как ближе ознакомился с порядком действий прокурорских и судебных властей и удостоверился в том, что многие приговоры могут быть смягчены, запустил процесс амнистии.

## Память
- Аэропорт Варшава-Радом имени Радомских героев июня 1976 года (Port Lotniczy Warszawa-Radom im. Bohaterów Radomskiego Czerwca 1976 Roku)